# Montclar (Aude)
Montclar település Franciaországban, Aude megyében. Lakosainak száma 177 fő (2022. január 1.). Montclar Alairac, Cépie, Pomas, Preixan, Rouffiac-d’Aude, Roullens, Saint-Martin-de-Villereglan és Villarzel-du-Razès községekkel határos.

## Népesség
A település népessége az elmúlt években az alábbi módon változott:
| Lakosok száma | 151  | 155  | 159  | 183  | 166  | 167  | 171  | 173  | 175  | 177  |
|               | 1968 | 1982 | 1990 | 2006 | 2013 | 2015 | 2017 | 2019 | 2020 | 2022 |